# J. R. R. Tolkien
John Ronald Reuel Tolkien CBE (n. 3 ianuarie 1892, Bloemfontein, Republica Orange – d. 2 septembrie 1973, Bournemouth, Anglia, Regatul Unit) a fost un scriitor, poet, filolog și profesor de universitate englez, cunoscut cel mai bine pentru cărți fantastice clasice: Hobbitul și Stăpânul Inelelor.
A fost profesor de anglo-saxonă la Oxford (mai exact la catedra Rawlinson and Bosworth) din 1925 până în 1945 și profesor de limbă și literatură engleză din 1945 până în 1959. A fost un Romano-Catolic devotat și prietenul lui C. S. Lewis - amândoi fiind membri ai clubului de discuție cunoscut sub numele The Inklings.
După moartea sa, fiul lui, Christopher, a publicat foarte multe cărți bazate pe notațiile și manuscrisele nepublicate ale tatălui său, incluzând Silmarillion. Acestea, împreună cu Hobbitul și Stăpânul Inelelor, formează un complex de povestiri și poezii legate între ele, precum și istorii fictive, limbi și dialecte inventate și eseuri despre lumi imaginare precum Arda și Pământul de Mijloc. Între 1951 și 1955, Tolkien a publicat un Legendarium al acestor povestiri. 
Deși mulți alți autori au publicat lucrări fantasy înaintea lui , imensul succes al Hobbitului și Stăpânului Inelelor când au fost publicate în ediție necartonată în Statele Unite a dus la o popularizare uriașă a genului, și Tolkien este acum considerat "tatăl" literaturii fantastice  Lucrările lui Tolkien au inspirat o serie de multe alte romane și nuvele fantasy și science-fiction. În 2008, revista The Times l-a plasat pe locul al 6-lea în lista celor mai buni scriitori britanici din 1945 până în prezent. .

## Biografie

### Copilărie
John Ronald Reuel Tolkien s-a născut la 3 ianuarie 1892 în Bloemfontein în Orange Free State (acum Free State Province, stat parte al Africii de Sud), fiul lui Arthur Reuel Tolkien (1857–1896), un manager de bancă englez și a soției lui, Mabel (născută Suffield, 1870–1904). Cuplul a părăsit Anglia când Arthur a fost promovat capul oficiului Bloemfontein la banca britanică la care lucra. Tolkien avea un frate, Hilary Arthur Reuel, născut la 17 Februarie 1894.
În copilărie, Tolkien a fost mușcat de un păianjen babuin în grădină, eveniment care i-a influențat mai târziu operele. Thornton S. Quimby, doctorul care a avut grijă de copil după mușcătura de păianjen, a devenit un model pentru personaje ca Gandalf.
La trei ani, Tolkien a plecat în Anglia cu mama și fratele său în ceea ce trebuia să fie o vizită lungă de familie. Tatăl său a murit în Africa de Sud de febră reumatică înainte de a-i putea însoți. Asta a lăsat familia fără niciun venit , așa că mama lui l-a dus să locuiască cu părinții în Stirling Road, Birmingham. La scurt timp, în 1896, s-au mutat în Sarehole (acum în Hall Green), atunci un sat din Worcestershire .. I-a plăcut să exploreze Sarehole Mill și Moseley Bog, precum și Clent Hills și Malvern Hills, care vor inspira mai târziu scene din cărțile sale, împreună cu  orașe și  sate ca Bromsgrove, Alcester, și Alvechurch, și locuri ca ferma mătușii.
Mabel a observat la Tolkien dragostea pentru plante și botanică. Tânărul Tolkien adora să deseneze câmpii și copaci, dar lecțiile lui preferate erau cele de limbă, și mama lui l-a învățat bazele  latinei foarte devreme. A învățat să citească de la patru ani și a putut scrie fluent la scurt timp. Mama lui l-a învățat să iubească cărțile. I-au displăcut Comoara din insulă și The Pied Piper, și a găsit Alice în Țara Minunilor de Lewis Carroll amuzantă, dar tulburătoare. I-au plăcut povestirile despre "Indienii Roșii" și lucrările fantasy de George MacDonald. "Fairy Books"(povești cu Zâne) de Andrew Lang au fost foarte importante pentru el și au influențat foarte mult lucrările sale de mai târziu.
Tolkien a studiat la King Edward's School, Birmingham.
Mabel a murit de complicații la diabet în 1904, când Tolkien avea 12 ani. Mabel Tolkien avea atunci 34 de ani, iar moartea ei a avut un efect puternic asupra credințelor catolice ale lui Tolkien.
Tolkien a crescut apoi în Edgbaston, o zonă din Birmingham. A trăit acolo în umbra turnului Perrott's Folly și turnului victorian Edgbaston Waterworks, care au influențat probabil imaginea turnurilor întunecate din romanele sale. O altă influență au fost picturile romantice ale lui Edward Burne-Jones și muzeul Birmingham Museum and Art Gallery, care a fost deschis în 1908.
În 1911, când erau la King Edward's School, Birmingham, Tolkien și trei prieteni, Rob Gilson, Geoffrey Smith și Christopher Wiseman, au format o societate semi-secretă numită "the T.C.B.S" ("Tea Club and Barrovian Society"), care le simboliza plăcerea de a bea ceai în Barrow's Stores din apropierea școlii și în biblioteca școlii.
În vara anului 1911 Tolkien și-a petrecut vacanța în Elveția, excursie pe care o povestește într-o scrisoare din 1968, notând că drumul lui Bilbo prin Misty Mountains (Munții Cețoși) este bazat direct pe aventurile lui din acea călătorie.

## Interpretări critice
- Robert Lazu Lumea lui Tolkien,, Editura Hartmann, Arad, 2004.
- Robert Lazu, Lumea lui Tolkien, ediția a doua revăzută și adăugită, Editura Galaxia Gutenberg, Târgu Lăpuș, 2012.
- Robert Lazu și Virgil Nemoianu (coordonatori), Credință și imaginație, antologie, Editura Hartmann, Arad, 2006
- Robert Lazu (coordonator), Mihaela Cernăuți-Gorodețchi, Györfi-Deák György, Enciclopedia lumii lui J. R. R. Tolkien, Galaxia Gutenberg, Târgu Lăpuș, 2007
- Nelu Stamate, J. R. R. Tolkien, făuritorul de universuri (lucrare de doctorat), Editura Europlus, Galați, 2019).

## Vezi și
- Tolkien - Dincolo de poveste, film din 2019